# Ecquedecques
Ecquedecques (flämisch: Eskeldeke) ist eine französische Gemeinde mit 510 Einwohnern (Stand: 1. Januar 2022) im Département Pas-de-Calais in der Region Hauts-de-France. Sie gehört zum Arrondissement Béthune und zum Kanton Lillers. 

## Geographie
Die Gemeinde Ecquedecques liegt im Nordosten des Artois und am Nordwestrand des Nordfranzösischen Kohlereviers, 18 Kilometer westnordwestlich von Béthune. Umgeben wird Ecquedecques von den Nachbargemeinden Bourecq im Norden, Lillers im Osten und Süden und sowie Lespesses im Westen.

## Bevölkerungsentwicklung
| Jahr                       | 1962 | 1968 | 1975 | 1982 | 1990 | 1999 | 2006 | 2013 | 2022 |
| Einwohner                  | 477  | 428  | 399  | 420  | 410  | 407  | 470  | 495  | 510  |
| Quellen: Cassini und INSEE |      |      |      |      |      |      |      |      |      |

## Sehenswürdigkeiten
- Kirche Saint-Omer aus dem 15. Jahrhundert
- Kapelle Notre-Dame-des-Affligés

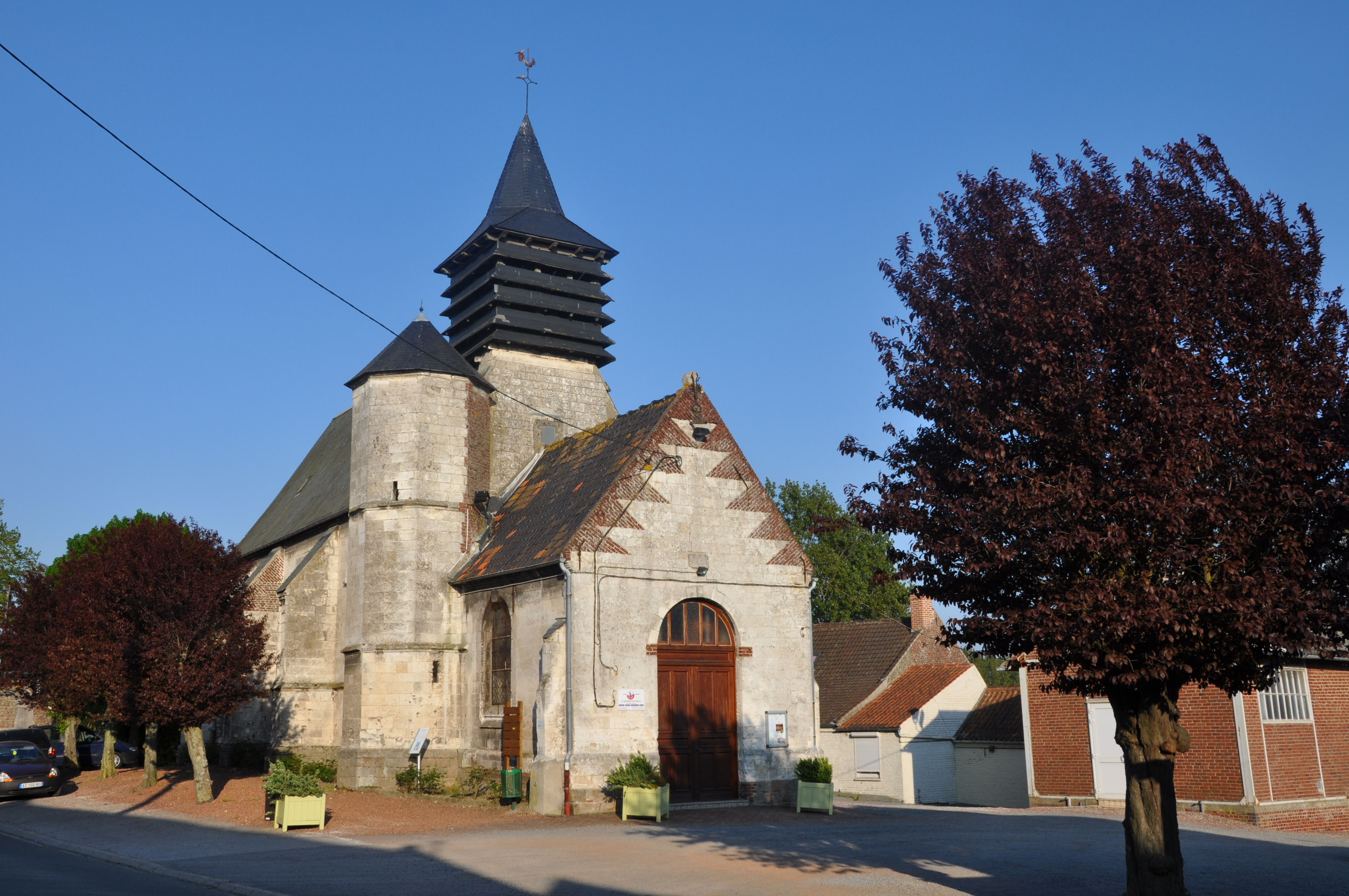
Kirche Saint-Omer
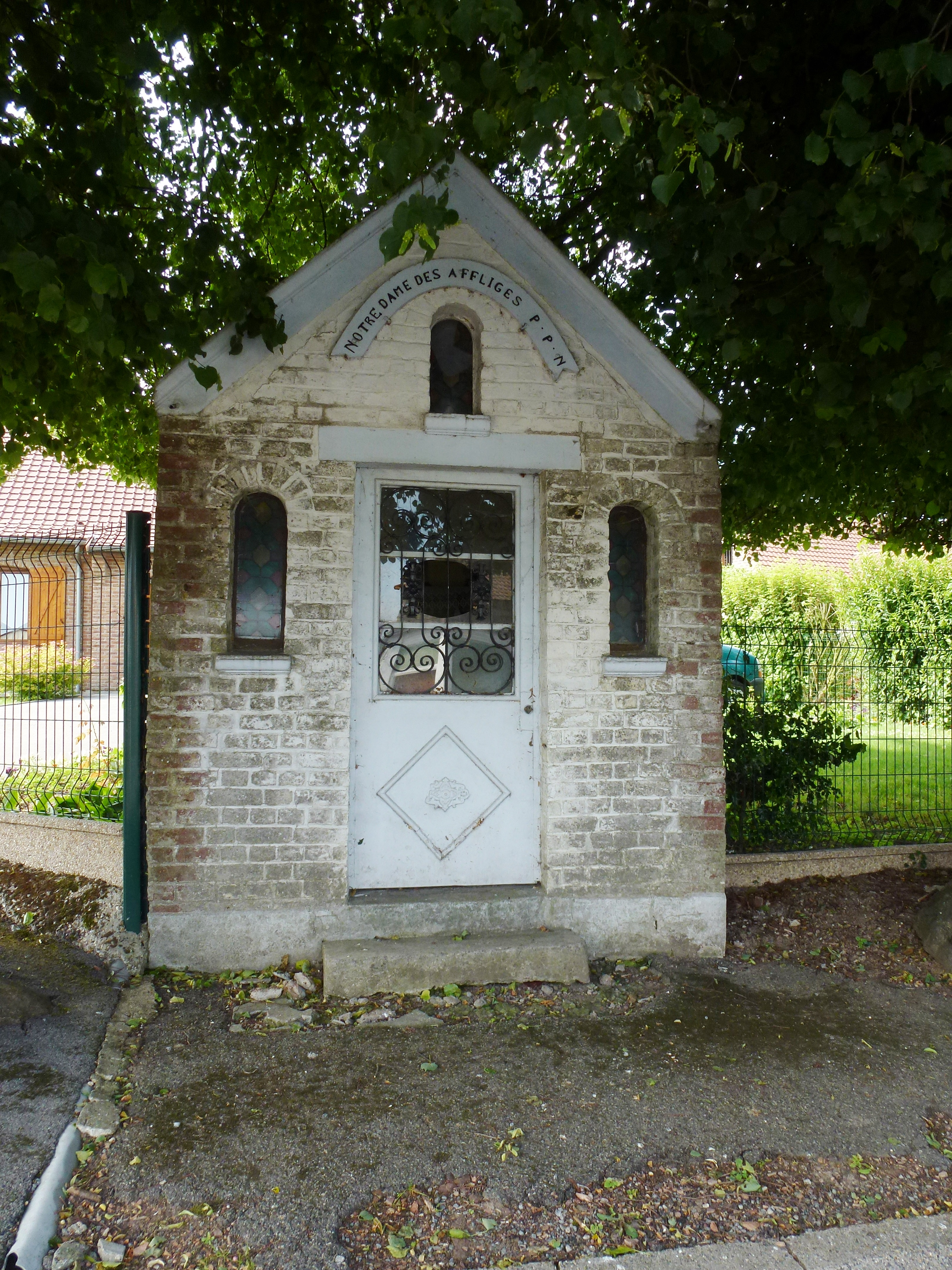
Kapelle Notre-Dame-des-Affligés
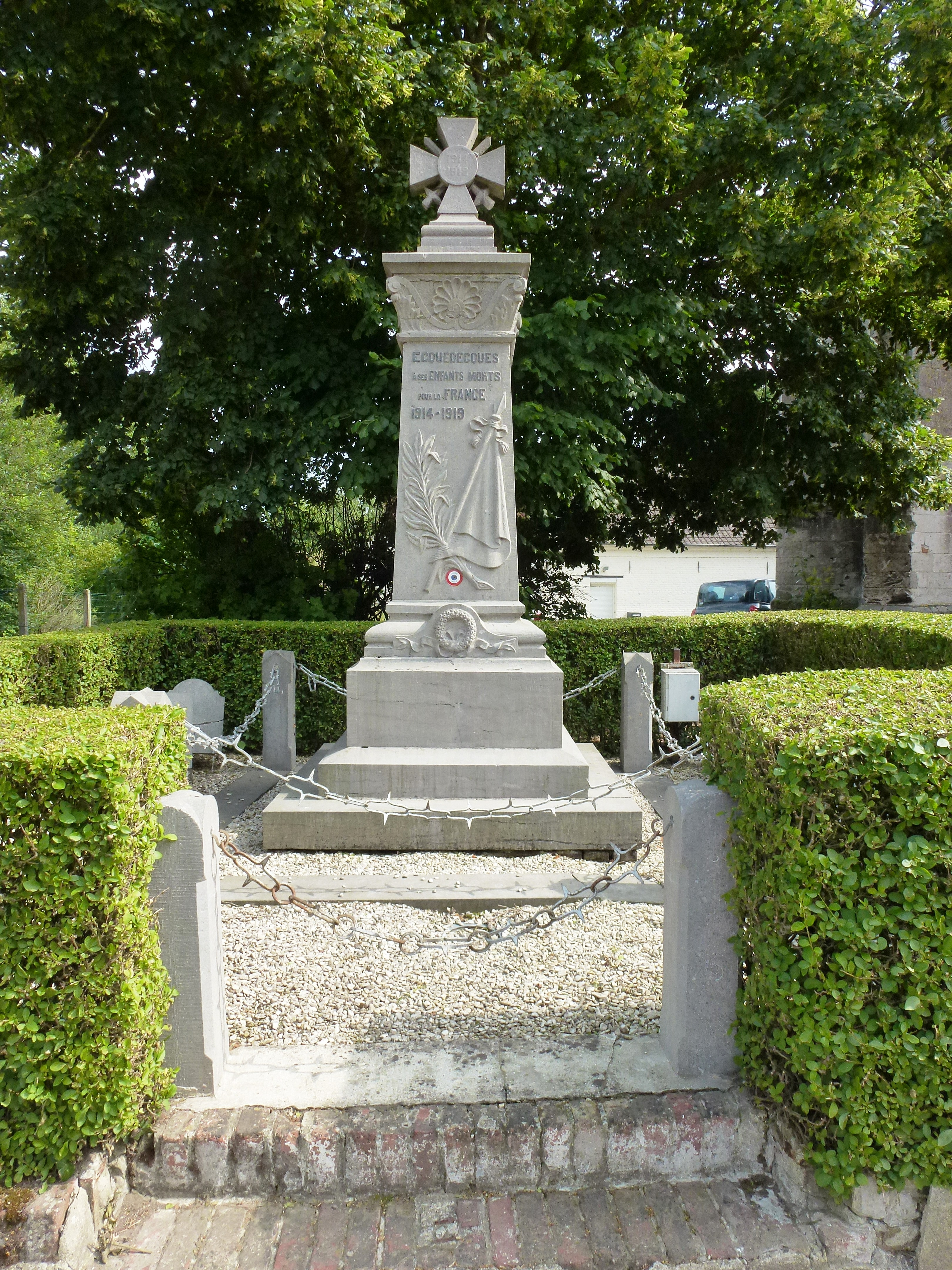
Gefallenendenkmal